# RHQ
RHQ (колишній Jorg) — відкрита система централізованого управління, конфігурування, інвентаризації та моніторингу за роботою програмного забезпечення на машинах в мережі підприємства. Код RHQ написаний на мові Java і розповсюджується в рамках ліцензії GPL.  Платформа побудована за модульним принципом і дозволяє організувати віддалене конфігурування і керування практично всіма аспектами роботи операційної системи і застосунків користувача. 
Наприклад, RHQ дозволяє контролювати роботу різних дистрибутивів Linux і ОС Windows, вебсерверів Apache, контейнерів Apache Tomcat, сервера застосунків JBoss, СУБД MySQL, PostgreSQL та інших популярних відкритих проектів.  Служба відправлення повідомлень також базується на плагінах і розширюється в залежності від потреб адміністратора, наприклад, можна організувати запуск довільних скриптів при виникненні подій і створити модуль для інтеграції RHQ з корпоративними системами обробки скарг клієнтів.
До складу також входить набір інструментів для спрощення розгортання програмних пакетів на групі обслуговуваних комп'ютерів.
Управління може здійснюватися як через вебінтерфейс, так і через спеціальний клієнтський застосунок, що працює в режимі командного рядка.